# 엘리엇 스피처
엘리엇 스피처(Eliot Laurence Spitzer, 1959년 6월 10일 ~ )은 미국의 법조인·정치인이다. 뉴욕주 뉴욕의 브롱크스 출신으로, 프린스턴 대학교와 하버드 로스쿨을 우수한 성적으로 졸업한 후 변호사가 되었다. 민주당 소속으로 1999년 ~ 2006년 뉴욕주 검찰총장으로 재직하면서, 뉴욕 금융가의 불법 행위를 집중 수사하여 '월 가의 저승사자'라는 별명을 얻었다. 2006년 뉴욕 주지사 선거에 출마하여 상대 후보를 압도적인 차이로 누르고 당선되었다. 그러나 불법 매춘 행위를 한 사실이 드러나 물의를 빚게 되어 2008년 3월 사임하였다.

## 역대 선거 결과
| 선거명      | 직책명        | 대수 | 정당   | 득표율 | 득표수      | 결과 | 당락                 |
| ----------- | ------------- | ---- | ------ | ------ | ----------- | ---- | -------------------- |
| 1998년 선거 | 뉴욕 법무장관 | 63대 | 민주당 | 48.20% | 2,084,948표 | 1위  | 뉴욕주 법무장관 당선 |
| 2002년 선거 | 뉴욕 법무장관 | 63대 | 민주당 | 66.43% | 2,744,302표 | 1위  | 뉴욕주 법무장관 당선 |
| 2006년 선거 | 뉴욕 주지사   | 54대 | 민주당 | 65.70% | 3,086,709표 | 1위  | 뉴욕 주지사 당선     |